# Tremellogaster surinamensis
Tremellogaster surinamensis är en svampart som beskrevs av E. Fisch. 1924. Tremellogaster surinamensis ingår i släktet Tremellogaster och familjen Diplocystidiaceae.   Inga underarter finns listade i Catalogue of Life.